# José Daniel Balmaceda Fernández
José Daniel Balmaceda Fernández (Santiago, 1861 - Colina, 6 de diciembre de 1905) fue un político liberal chileno.

## Biografía
Hijo de Manuel José Balmaceda Ballesteros y de Encarnación Fernández Salas, fue hermano del presidente José Manuel Balmaceda. Estudió en el Colegio de los Sagrados Corazones de Santiago. Posteriormente se dedicó a la Agricultura. Se casó con Trinidad Fontecilla Sánchez, con quien tuvo once hijos. 
Fue muy generoso y desprendido. Figuraba entre los que proporcionaban más fondos para los gastos internos de su partido, el Liberal Democrático, o para hacer triunfar alguna candidatura. También formó parte del directorio general de su partido. 
Diputado por Osorno, Llanquihue y Carelmapu (1894-1897 y 1897-1900), integró la Comisión de Elecciones y Calificadora de Peticiones, además como reemplazante en la de Negocios Eclesiásticos.
Diputado por Tarapacá y Pisagua (1900-1903 y 1903-1906), formó parte de la Comisión permanente de Relaciones Exteriores.